# Novi fosili (album)
Novi fosili je prvi album sastava Novi fosili.

## Popis pjesama
A strana
1. "Ludo, ludo, ludo je srce moje" - 2:19
(E. Lesić, E. Lesić, S. Kalogjera)
2. "Želim biti sam" - 3:44
(S. Opara, S. Opara, S. Kalogjera)
3. "Pruži ruke" - 3:22
(H. Hegedušić, H. Hegedušić, S. Kalogjera)
4. "Sve se vrti oko tebe" - 3:17
(S. Kalogjera, I. Krajač, S. Kalogjera)
5. "Najdraže" - 3:15
(S. Cvija, M. Čaleta, S. Kalogjera)
6. "Ovo nije kraj za nas" - 2:41
(E. Lesić, E. Lesić, S. Kalogjera)

B strana
1. "Ti, koja ne gledaš me nikad" - 2:47
(S. Opara, S. Opara, S. Kalogjera)
2. "Vizija" - 3:25
(H. Hegedušić, H. Hegedušić, S. Kalogjera)
3. "Okreće se kolo sreće" - 2:58
(M. Doležal, M. Doležal, S. Kalogjera)
4. "Ovog ljeta" - 2:54
(M. Čaleta, M. Čaleta, S. Kalogjera)
5. "Noćas ću ti reći, draga" - 2:47
(E. Gloz, Markez, S. Kalogjera)
6. "Kad naš brod plovi" - 2:45
(obrada: V. Kink, M. Doležal, S. Kalogjera)

## Vanjske poveznice
- Discogs.com – Novi Fosili: Novi Fosili (LP album)